# Mary Morrissey
Mary Morrissey (rođena 1949.) američka je spisateljica Nove Misli i aktivistica za međunarodno nenasilje. Ona je autorica knjige Building Your Field of Dreams, u kojoj opisuje svoje borbe i lekcije iz ranog života. Također je autorica No Less Than Greatness, knjige o iscjeliteljskim odnosima. Godine 2002. prikupila je materijal i uredila knjigu New Thought: A Practical Spirituality. Američki pisac Wayne Dyer nazvao ju je "jednom od najpromišljenijih učiteljica našeg vremena".
Od ranog početka karijere aktivna u međunarodnom humanitarnom radu, Morrissey je 1995. godine suosnovala Association for Global New Thought i bila njezina prva predsjednica. 1997. godine udružila se s unukom Mahatme Gandhija, Arunom Gandhijem, u uspostavljanju međunarodne Season for Nonviolence. Od siječnja 2019., Season for Nonviolence slavi se diljem svijeta kao prilika "za okupljanje zajednica, osnažujući ih da promisle i pomognu u stvaranju nenasilnog svijeta".

## Rani život
Mary Morrissey (djev. Manin) rođena je u Beavertonu u državi Oregon 1949. godine. Sa 16 godina bila je potpredsjednica svog razreda, kada se zaljubila u kolegu studenta i ubrzo zatrudnila. Par se uskoro vjenčao, no zbog sramote koja je pratila maloljetničku trudnoću sredinom 1960-ih, Morrissey je izbačena iz srednje škole. Ubrzo nakon poroda smrtno se razboljela od infekcije bubrega, a prognozirali su joj još šest mjeseci života. Morrissey je kasnije napisala kako je vjerovala da je sram izazvao njenu neizlječivu bolest, nakon što je "provela cijelu godinu osjećajući se loše jer sam posramila sebe, svoju školu i svoju obitelj". Nakon promjene mišljenja koju je, na samrtničkoj postelji, izazvala posjeta svećenika Nove Misli, Morrissey se brzo oporavila. Počela je proučavati polje Nove Misli, koje je tada bilo relativno novo.

## Humanitarni rad i aktivizam
Morrissey je postala učiteljica, a 1975. postala je redovnica.[službenica?] Počela je držati predavanja na poljima Nove misli, duhovnog rasta i nenasilja. Postala je aktivistica i voditeljica pokreta Nova misao te je pomogla u osnivanju duhovnih centara diljem SAD-a. Prema Wayneu Dyeru, njezina "sposobnost pronalaženja zajedničkog jezika koji ima intiman dodir" pomogla joj je u komunikaciji s ljudima različitih kultura.
Aktivna feministica u američkom drugom valu feminizma 1970-ih, Morrissey se udružila s Barbarom Marx Hubbard i Jean Houston kako bi osnovala The Society for the Universal Human. Kasnije je pozvana da postane članica Transformational Leadership Council, kojeg je utemeljio Jack Canfield.
Morrissey je radila s Dalaj Lamom na pitanjima koja se odnose na globalni pokret za nenasilje. Suosnivala je Association for Global New Thought 1995. godine i bila je njezina prva predsjednica. U sklopu svog humanitarnog rada upoznala je Nelsona Mandelu u Južnoj Africi i kasnije je u svoj rad uključila i njegova učenja o nenasilnom otporu.
Kao aktivistica za međunarodno nenasilje, ona i Arun Gandhi, unuk Mahatme Gandhija, osnovali su Season for Nonviolence. Kao dio svog rada u Season for Nonviolence, Morrissey je pozvana da se obrati Ujedinjenim narodima, najprije o suzbijanju nasilja, a kasnije o potrebi za međunarodnom agendom nenasilja. Tijekom desetljeća od osnutka, Season for Nonviolence je rastao da bi se danas podučavao i slavio širom svijeta, a nastavni plan i program predavao se u školama i na sveučilištima. Od siječnja 2019., Season for Nonviolence slavi se diljem svijeta kao prilika "da se zajednice okupe, osnažujući ih da promisle pomognu u stvaranju nenasilnog svijeta."

## Living Enrichment Center - Centar za obogaćivanje življenja
Morrissey je bila osnivačica Living Enrichment Center u Oregonu, međutim, 2004. godine ona i njezin tadašnji suprug su podnijeli zahtjev za stečaj. U medijskom skandalu koji je uslijedio, Morrissey se ispričala što je svoje sljedbenike navela na "rizičan financijski put". Preuzela je "apsolutnu odgovornost" za situaciju. Postigla je nagodbu sa saveznom vladom koja je uključivala otplatu od više od 10 milijuna dolara duga. Morrissey se kasnije razvela od supruga i sljedećih 14 godina radila je na tome da otplati dug. Prema Morrisseyinim riječima, dug je podmiren i u cijelosti isplaćen do kraja 2018. godine.

## Knjige

### Building Your Field of Dreams (1996.)
Building Your Field of Dreams prikazuje Morrisseyine borbe kao majke tinejdžerice i prikazuje njezin proces samoostvarenja. Publishers Weekly nazvao je knjigu "iskrenom" iako je izjavio da je prožeta "klišejima". Knjigu je prihvatila zajednica zainteresirana za samorazvoj, dok je Wayne Dyer napisao da knjiga "blista", a pisac Gay Hendricks knjigu je nazvao "izvorom duhovne mudrosti". Knjiga je postala popularna i čitatelji su je podučavali u studijskim grupama diljem SAD-a. Časopis Peninsula Daily News knjigu je nazvao "metafizičkim klasikom". U svojoj knjizi The Art of Being, pisac Dennis Merritt Jones navodi Building Your Field of Dreams među preporučenom literaturom za čitatelje koje zanima mindfulness. Spisateljica Tess Keehn u Alchemical Inheritance piše da joj je knjiga Building Your Field of Dreams pomogla u stvaranju ploča s vizijom. Autorica Sage Bennet u knjizi Wisdom Walk navodi Morrisseyjinu knjigu Building Your Field of Dreams kao izvor nadahnuća za učenje o Novoj misli. Unutar svog žanra, knjiga je postigla međunarodni ugled, a španjolska verzija se čak 25 godina nakon objavljivanja smatra jednom od najboljih knjiga na području duhovnosti.

### No Less Than Greatness (2001.)
Međuljudski odnosi su često u srži Morrisseyjinih učenja, govoreći o napetosti između muževnosti i ženstvenosti. Tijekom godina Morrissey je pisala članke i kolumne za razne novine i časopise, često se fokusirajući na odnose iz duhovne perspektive. U svojoj knjizi No Less Than Greatness: Finding Perfect Love in Imperfect Relationships, Morrissey se usredotočila na izgradnju odnosa. Publishers Weekly napisao je kako je knjiga povremeno "površna", ali je primijetio kako bi Morrisseyjin narativ "oduševio mnoge poklonike žanra duhovne samopomoći". Knjiga se podučavala na međunarodnoj razini. Pisac Gary Zukav knjigu je nazvao "praktičnom i inspirativnom", a spisateljica Marianne Williamson napisala je kako bi knjiga "trebala biti pratilac svakog para". Robert LaCrosse naveo je No Less Than Greatness kao preporučeni izvor nadahnuća u svojoj knjizi Learning From Divorce. Pisac Dennis Jones preporučio je No Less Than Greatness u svojoj knjizi The Art of Being iz 2008. godine. Neale Donald Walsch, u svojoj knjizi Tomorrow's God, među ostalim ključnim knjigama žanra preporučio je "opijanje čitanjem" s No Less Than Greatness.

### New Thought: A Practical Spirituality (2002.)
Morrissey je u svoja učenja uključila izvore iz Biblije, Tečaj čuda, Talmuda, Tao Te Ching-a, Thoreaua i drugih. Želeći predstaviti pokret New Thought kohezivnijoj prirodi, Morrissey je prikupila materijal, te uredila knjigu New Thought: A Practical Spirituality. Objavio ju je Penguin 2002., a knjiga je ponudila kratke eseje više od 40 vođa Nove misli. Knjiga je postala izvorom nadahnuća za akademska istraživanja: u knjizi Alternative Psychotherapies Jean Mercer ju je spomenula kao ključni izvor za razumijevanje "bavljenja duhovnim svijetom". U knjizi Jones & Bartlett' iz 2009., Spirituality, Health, and Healing: An Integrative Approach, autori Young i Koopsen citirali su Morrisseyjinu Novu misao kao izvor nadahnuća za razlikovanje pokreta New Thought od New Age, tvrdeći da "New Thought nije New Age" i citirajući Morrisseyjinu knjigu. Brojne dodatne istraživačke knjige, uključujući Oxford University Press-ovu Gurus of Modern Yoga, spominju Morrisseyjinu knjigu New Thought kao glavni izvor nadahnuća za produbljivanje razumijevanja New Thought pokreta.

### Ostali radovi
Tijekom desetljeća Morrissey je pisala članke i kolumne za novine, časopise i knjige. To uključuje i redovito objavljivanje u časopisu Success. Citati iz njezinih knjiga objavljeni su u međunarodnim časopisima, kao i u knjigama. Reference i citati iz njezinih učenja pojavljuju se u knjigama za samopomoć, knjigama o kršćanskim učenjima, knjigama o osnaživanju, pronalaženju zvanja i sreći. Serija Simon & Schuster's Chicken Soup for the Soul često otvara poglavlja s njezinim učenjima.
Kao autoratitivna figura unutar pokreta New Thought movement, zaslužna je kao nadahnuće za pisanje nekoliko knjiga, uključujući The Conscious Heart, The Art of Being, The Inspired Life, Small Pleasures, The Twelve Conditions of a Miracle, Healing From Depression, Positive Energy, Ninety Seconds to a Life You Love, To Hell and Back i druge. Morrisseyino svestrano pisanje učinilo ju je, prema knjizi Alana Cohena Handle With Prayer, "jednom od najuglednijih propovjednika u pokretu Nove misli". Njezina su učenja objavljena u knjigama diljem svijeta. Svojim učenjima stekla je poseban ugled u Rusiji, kao i na Dalekom istoku, u Indoneziji i Kini.

## Medijski nastupi
Na radiju, Morrissey je nastojala koristiti emitiranje kako bi "napravila promjenu u svijetu". Morrisseyjini radijski programi prenošeni su i u inozemstvu. Autorica je nekoliko radio programa, uključujući The Eleven Forgotten Laws s Bobom Proctorom.
Na televiziji, dvosatni televizijski PBS-ov posebni program: Building Your Dreams adaptiran je iz njezine knjige Building Your Field of Dreams.Njezini razni PBS-ovi posebni programi nastavili su se prikazivati u 2000-ima. Njezini televizijski programi prikazani su na raznim kanalima, uključujući televizijske postaje povezane s NBC -jem, a s porastom interneta i na servisu za strujanje Gaia.
U kinematografiji, Morrissey je bila rana zagovornica duhovnog filma, a tijekom godina pojavila se u raznim dokumentarnim filmovima iz tog područja. Godine 2005. Morrissey glumi u The Moses Code. Godine 2007. glumi s Eckhartom Tolleom u Living Luminaries,a film je kasnije prepoznat kao jedan od najboljih produkcija duhovnih dokumentaraca. Godine 2009. sudjelovala je u filmu Beyond the Secret, zajedno s Les Brownom. Godine 2010. pojavila se u filmu Discover the Gift uz Dalaj Lamu. Iste godine glumila je i u filmu The Inner Weigh. Godine 2014. glumila je u filmu Sacred Journey of the Heart, koji je osvojio kategoriju najboljeg filma na Međunarodnom filmskom festivalu za okoliš, zdravlje i kulturu 2014.
Njezin TEDx govor iz 2016., The Hidden Code For Transforming Dreams Into Reality, prikupio je više od milijun pregleda na YouTubeu.

## Kritika
U svojoj knjizi Shadow Medicine: The Placebo in Conventional and Alternative Therapies, John S. Haller upozorava da se alternativni pristupi medicini, kakve nudi Mary Morrissey, ne bi trebali zamijeniti konvencionalnu medicinu.